# クリテリウム・デュ・ドフィネ
クリテリウム・デュ・ドフィネ（フランス語: Critérium du Dauphiné）とは、UCIワールドツアーに組み込まれる自転車プロロードレースの一つ。ドフィネ地方を中心とした南フランスを舞台にしたステージレースで、1947年から開催されている。
2009年までは、ドフィネ・リベレ新聞社が主催者であったため、クリテリウム・デュ・ドフィネ・リベレ（Critérium du Dauphiné Libéré、日本ではクリテリウム・ドゥ・ドーフィネ・リベレとも表記された）の名称で親しまれてきたが、ツール・ド・フランスを主催するASOが2010年以降の開催権を取得し、これに伴い大会名も上記に変更となった。また、ASO主催のUCIワールドカレンダー対象レースは、ヒストリカルレース (HIS) 扱いとされるのが通例だが、2010年の開催に関してはUCIワールドカレンダー内のUCIプロツアー (UPT) カテゴリのままとなった。
概ね1週間程度開催され、開催時期の関係から、ツール・ド・スイスとともにツール・ド・フランスの前哨戦として位置づけられている。またアルプス山脈を中心とする山岳コースが、ツール・ド・フランスでも、ほとんどそのまま使用されているケースも少なくない。したがって、著名選手の最終調整的なレースとしても位置づけられており、過去ないし後にツール・ド・フランスで総合優勝を果たした当大会の歴代優勝者は2020年現在、延べ22名（12選手）にも及ぶ。
また、「死の山」という俗称を持つモン・ヴァントゥへの頂上ゴールが設定される年度も少なくない。また2010年の開催では、ラルプ・デュエズがゴール地点として設定された。

## 歴代優勝者
| 年   | 優勝者                           | 国             |
| ---- | -------------------------------- | -------------- |
| 2025 | タデイ・ポガチャル               | スロベニア     |
| 2024 | プリモシュ・ログリッチ           | スロベニア     |
| 2023 | ヨナス・ヴィンゲゴー             | デンマーク     |
| 2022 | プリモシュ・ログリッチ           | スロベニア     |
| 2021 | リッチー・ポート                 | オーストラリア |
| 2020 | ダニエル・フェリペ・マルティネス | コロンビア     |
| 2019 | ヤコブ・フルサング               | デンマーク     |
| 2018 | ゲラント・トーマス               | イギリス       |
| 2017 | ヤコブ・フルサング               | デンマーク     |
| 2016 | クリス・フルーム                 | イギリス       |
| 2015 | クリス・フルーム                 | イギリス       |
| 2014 | アンドリュー・タランスキー       | アメリカ合衆国 |
| 2013 | クリス・フルーム                 | イギリス       |
| 2012 | ブラッドリー・ウィギンス         | イギリス       |
| 2011 | ブラッドリー・ウィギンス         | イギリス       |
| 2010 | ヤネス・ブライコヴィッチ         | スロベニア     |
| 2009 | アレハンドロ・バルベルデ         | スペイン       |
| 2008 | アレハンドロ・バルベルデ         | スペイン       |
| 2007 | クリストフ・モロー               | フランス       |
| 2006 | リーヴァイ・ライプハイマー       | アメリカ合衆国 |
| 2005 | イニーゴ・ランダルセ             | スペイン       |
| 2004 | イバン・マヨ                     | スペイン       |
| 2003 | ランス・アームストロング         | アメリカ合衆国 |
| 2002 | ランス・アームストロング         | アメリカ合衆国 |
| 2001 | クリストフ・モロー               | フランス       |
| 2000 | タイラー・ハミルトン             | アメリカ合衆国 |
| 1999 | アレクサンドル・ヴィノクロフ     | カザフスタン   |
| 1998 | アマンド・デラス・クエバ         | フランス       |
| 1997 | ウド・ボルツ                     | ドイツ         |
| 1996 | ミゲル・インドゥライン           | スペイン       |
| 1995 | ミゲル・インドゥライン           | スペイン       |
| 1994 | ローラン・デュフォー             | スイス         |
| 1993 | ローラン・デュフォー             | スイス         |
| 1992 | シャーリー・モテ                 | フランス       |
| 1991 | ルイス・エレラ                   | コロンビア     |
| 1990 | ロバート・ミラー                 | イギリス       |
| 1989 | シャーリー・モテ                 | フランス       |
| 1988 | ルイス・エレラ                   | コロンビア     |
| 1987 | シャーリー・モテ                 | フランス       |
| 1986 | ウース・ツィンマーマン           | スイス         |
| 1985 | フィル・アンダーソン             | オーストラリア |
| 1984 | マルティン・ラミレス             | コロンビア     |
| 1983 | グレッグ・レモン                 | アメリカ合衆国 |
| 1982 | ミシェル・ローラン               | フランス       |
| 1981 | ベルナール・イノー               | フランス       |
| 1980 | ヨハン・ファンデルフェルデ       | オランダ       |

| 年   | 優勝者                           | 国         |
| ---- | -------------------------------- | ---------- |
| 1979 | ベルナール・イノー               | フランス   |
| 1978 | ミッシェル・ポランティエール     | ベルギー   |
| 1977 | ベルナール・イノー               | フランス   |
| 1976 | ベルナール・テブネ               | フランス   |
| 1975 | ベルナール・テブネ               | フランス   |
| 1974 | アラン・サンティ                 | フランス   |
| 1973 | ルイス・オカーニャ               | スペイン   |
| 1972 | ルイス・オカーニャ               | スペイン   |
| 1971 | エディ・メルクス                 | ベルギー   |
| 1970 | ルイス・オカーニャ               | スペイン   |
| 1969 | レイモン・プリドール             | フランス   |
| 1966 | レイモン・プリドール             | フランス   |
| 1965 | ジャック・アンクティル           | フランス   |
| 1964 | バレンティン・ウリオナ           | スペイン   |
| 1963 | ジャック・アンクティル           | フランス   |
| 1962 | レイモン・マストロット           | フランス   |
| 1961 | ブライアン・ロビンソン           | イギリス   |
| 1960 | ジャン・ドット                   | フランス   |
| 1959 | アンリ・アングラード             | フランス   |
| 1958 | ルイ・ロストラン                 | フランス   |
| 1957 | マルセル・ロールバッシュ         | フランス   |
| 1956 | アレックス・クローズ             | ベルギー   |
| 1955 | ルイゾン・ボベ                   | フランス   |
| 1954 | ヌロ・ロルディ                   | フランス   |
| 1953 | リュシアン・テセール             | フランス   |
| 1952 | ジャン・ドット                   | フランス   |
| 1951 | ヌロ・ロルディ                   | フランス   |
| 1950 | ヌロ・ロルディ                   | フランス   |
| 1949 | リュシアン・ラザリデジ           | フランス   |
| 1948 | エドゥアール・ファシュレトネール | フランス   |
| 1947 | エドゥアール・クラビニスキ       | ポーランド |